# Eunotus orientalis
Eunotus orientalis är en stekelart som beskrevs av Chumakova 1956. Eunotus orientalis ingår i släktet Eunotus och familjen puppglanssteklar. Inga underarter finns listade i Catalogue of Life.